# Товариство Генделя і Гайдна

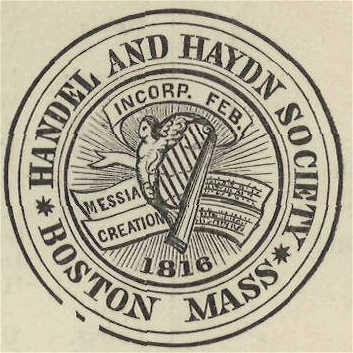
Логотип Товариства (1868)

Товариство Генделя і Гайдна (англ. Handel and Haydn Society) — американський хор і камерний оркестр (початково любительський), заснований в 1815 року (перший концерт відбувся в Різдво) і базований в Бостоні, один з найстарших музичних колективів США. Був названий на честь Г. Ф. Генделя і Й. Гайдна, що відбивало прагнення засновників — групи бостонських комерсантів, що були й музикантами-аматорами, — рівною мірою присвячувати свою музичну діяльність класичної й новітньої, по тодішніх поняттях, музиці. Твори Генделя й Гайдна довгий час становили основу репертуару: в 1818 році колектив вперше в США виконав ораторію Генделя «Месія», роком пізніше, також уперше в США, — ораторію Гайдна «Створення світу».

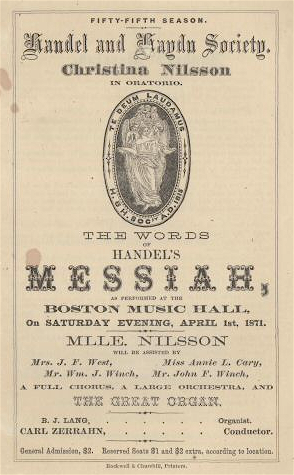
Афіша виконання «Месії» Генделя, 1871 рік

Серед інших помітних подій в історії колективу — перший великий музичний фестиваль у США (1857) і американська прем'єра реквієма Джузеппе Верді 1878 року. У другій половині XX століття Товариство Генделя й Гайдна стало одним з форпостів історичного виконавства у США.
2003 року здійснена товариством Генделя й Гайдна запис ораторії Джона Тавенера «Скарги й віддяки» була визнана гідною премії «Греммі».